# Lobsang Thubten Wangchug Jigme Gyatsho
| Tibetische Bezeichnung                                                       |
| ---------------------------------------------------------------------------- |
| Wylie-Transliteration: blo bzang thub bstan dbang phyug 'jigs med rgya mtsho |
| Chinesische Bezeichnung                                                      |
| Vereinfacht: 哲布尊丹巴·罗布藏图巴坦旺舒克                                   |

Der 4. Jebtsundamba Khutukhtu Luwsan Tüwden Wanchug Jigmed Jamts bzw. Lobsang Thubten Wangchug Jigme Gyatsho (tib. blo bzang thub bstan dbang phyug 'jigs med rgya mtsho; geb. 1775; gest. 1813), die Reinkarnation des 3. Jebtsundamba Khutukhtu Yeshe Tenpe Nyima, war der religiöse Führer des mongolischen Buddhismus.

## Leben
Während seiner Zeit zog Khüree (Klosterstadt) von Khüi Mandal 1778 zum Ufer des Selbe-Flusses um, d. h. den heutigen Standort Ulaanbaatar. Nach dem Studium an tibetischen Klosteruniversitäten gründete er 1789 eine astrologische Klosterschule (Dazan) in Khüree. Er war ein intelligenter und gut qualifizierter Mönch; er erwarb den Agramba-Grad, Doktor der Vajrayana tantrischen Studien, und war der Verfasser von zahlreichen geistlichen Werken. Er gründete 1806 den Dechingalaw-Tempel für Kalachakra-Zeremonien (Düinkhor) und benannte die tantrischen Schule um, die vom 2. Jebtsundamba Khutukhtu gegründet war, in Badma yogo. Im Jahr 1807 gründete er eine Einsiedelei namens Shaddublin (Shaddüwlin) in einem Tal am Rande von Khüree. 1809 gründete er die zweite philosophische Klosterschule in Gandan neben der ersten. Während seiner Zeit wurde Khüree neben dem religiösen Zentrum zum Ort der höchsten zivilen Autorität des Landes, mit chinesischen Händlern, die dort ihren ständigen Wohnsitz hatten.
Seine sterblichen Überreste befanden sich bis 1937 im Kloster Amarbayasgalant, das 1937 während des stalinistischen Terrors in der Mongolei fast vollständig zerstört wurde.